# Alice in Wonderland (opéra)
Pour les articles homonymes, voir Alice au pays des merveilles (homonymie).
Alice in Wonderland est un opéra d'Unsuk Chin sur un livret de la compositrice et de David Henry Hwang (en) d'après Les Aventures d'Alice au pays des merveilles et De l'autre côté du miroir de Lewis Carroll, créé en 2007 à Munich. 

## Histoire
Alice in Wonderland est le premier opéra de la compositrice coréenne Unsuk Chin. Elle en écrit le livret avec le dramaturge américain David Henry Hwang. L'ouvrage est prévu pour être originellement créé à Los Angeles, commanditaire de l'opéra, mais doit être délocalisé pour des raisons financières,. 
Alice in Wonderland est créé le 30 juin 2007 au Bayerische Staatsoper de Munich, dans une mise en scène d'Achim Freyer et sous la direction de Kent Nagano avec Sally Matthews en Alice, Piia Komsi dans le rôle du Chat, Dietrich Henschel en tant que le Chapelier fou, Andrew Watts dans le Lapin blanc et le Lièvre de mars et Gwyneth Jones dans le rôle de la Reine.
La critique salue un opéra « aussi anarchique et surréaliste que le livre lui-même », où « l'orchestre scintille de manière étrange ». La création fait l'objet d'une captation vidéo qui paraît en DVD chez Medici Arts.
L'opéra est monté en 2010 au Grand Théâtre de Genève mis en scène par Mira Bartov et sous la direction de Wen-Pin Chien. Il est également monté en 2015 en première britannique au Barbican Centre de Londres sous la direction de Susanna Mälkki dans une mise en scène de Netia Jones, reprise la même année à Los Angeles,.

## Description
Alice in Wonderland est un opéra en un acte et huit tableaux.

### Distribution
| Rôle                                                                                        | Voix               | Création, 30 juin 2007 dir. : Kent Nagano |
| ------------------------------------------------------------------------------------------- | ------------------ | ----------------------------------------- |
| Alice                                                                                       | soprano            | Sally Matthews                            |
| Cheshire Cat                                                                                | soprano            | Piia Komsi/Julia Rempe                    |
| Mad Hatter/Duck                                                                             | baryton            | Dietrich Henschel                         |
| White Rabbit                                                                                | contreténor        | Andrew Watts                              |
| Mouse/Pat/Cook/Dormouse/Invisible Man                                                       | ténor              | Guy de Mey                                |
| Ugly Duchess                                                                                | mezzo-soprano      | Cynthia Jansen                            |
| Queen of Hearts                                                                             | dramatic soprano   | Gwyneth Jones                             |
| King of Hearts                                                                              | basse              | Steven Humes                              |
| Frog-Footman/Seven                                                                          | bass               | Rudiger Trebes                            |
| Caterpillar                                                                                 | solo bass clarinet | Stefan Schneider                          |
| Badger/March Hare                                                                           | contreténor        | Andrew Watts                              |
| Owl                                                                                         | mezzo-soprano      | Cynthia Jansen                            |
| Two                                                                                         | mezzo-soprano      | Cynthia Jansen                            |
| Old man #1                                                                                  | bass               | Steven Humes                              |
| Eaglet                                                                                      | tenor              | Christian Rieger                          |
| Old Man #2/Executioner                                                                      | tenor              | Christian Rieger                          |
| Fish-Footman/Five                                                                           | tenor              | Christian Rieger                          |
| Crab                                                                                        | bass               | Steven Humes                              |
| Dodo                                                                                        | bass               | Rudiger Trebes                            |
| Chorus of Baby Animals, Creatures, Royal Entourage, 12 Jurors, Children, and Royal Children |                    |                                           |

### Instrumentation
L'instrumentation d'Alice in Wonderland, en plus des neuf voix solistes, d'un chœur mixte à quarante voix et d'un chœur d'enfants à vingt voix, comprend les instruments suivants :
- Bois : 3 flûtes, 2 hautbois, 3 clarinettes, clarinette basse, 2 bassons ;
- cuivres : 4 cors, 3 trompettes, 2 trombones, tuba ;
- autres : 4 percussionnistes, timbales, harpe, accordéon, mandoline, piano, clavier électronique ;
- cordes : 10 violons, 8 violons II, 6 altos, 6 violoncelles, 4 contrebasses.

## Scènes
- Scène I – Dream I
- Scène II – The Pool of Tears
- Scène III – In the House of the White Rabbit
- Interlude I – Advice from a Caterpillar
- Scène IV – Pig and Pepper
- Scène V – A Mad Tea Party
- Scène VI – The Croquet Ground
- Interlude II
- Scène VII – The Trial or Who Stole the Tarts?
- Finale – Dream II